# Pero Antić
Pero Antić (Escópia, 29 de julho de 1982) é um basquetebolista profissional macedônio que atualmente defende o Estrela Vermelha mts. O atleta que atua na posição pivô e ala-pivô possui 2,11m de altura e pesa 118 kg.